# Smirnych
Smirnych (rusky Смирных) je sídlo městského typu ve smirnychovském okrese v Sachalinské oblasti Ruské federace. V roce 2023 zde žilo 8 293 obyvatel.

## Geografie
Smirnych leží ve střední části ostrova Sachalin, v širokém údolí řeky Poronaj mezi západní a východní částí Sachalinských hor. Nachází se přibližně 350 km severně od oblastního centra Južno-Sachalinsku. Smirnych je situován v oblasti charakterizované členitým terénem, který zahrnuje hory, lesy a řeky. Samotné sídlo je obklopeno lesy a nachází se v blízkosti několika menších řek a potoků. Geografická poloha dává oblasti bohatou přírodní scenérii a rozmanitost ekosystému.
Podnebí ve Smirnychu je mírně kontinentální s vlivy mořského klimatu. Zimy jsou zde dlouhé, studené a sněhové, zatímco léta jsou zde krátká, mírná a vlhká. V zimě zde teploty klesají hluboko pod bod mrazu, často dosahují hodnot -10 až -20 °C. Sněhová pokrývka je obvyklá a může být značná. V létě se teploty pohybují v rozmezí od 15 do 25 °C. Vlhkost je vyšší a často se vyskytují srážky.

## Historie
Rusové začali prozkoumávat a osidlovat Sachalin v 19. století. V roce 1855 podepsaly Rusko a Japonsko smlouvu z Šimody, která stanovila, že severní Sachalin bude pod kontrolou Ruska a jižní Sachalin pod kontrolou Japonska. Oblast dnešního Smirnychu neměla v tu dobu žádné významnější ruské osídlení a byla osídlena domorodými Nivchy. V roce 1875 došlo k novému rozdělení sfér vlivu, kdy Rusko získalo kontrolu nad celým Sachalinem a přenechalo Kurily Japonsku. V roce 1886 je na místě dnešního Smirnychu zmiňována menší ruská osada. Po rusko-japonské válce se jižní Sachalin stal v roce 1905 součástí Japonska.
Japonská vláda začala systematicky rozvíjet nově získané území, včetně založeny osady Keton (dnešní Smirnych), kde již ve 30. letech 20. století žilo téměř tři tisíce obyvatel. Daňovými úlevami japonská vláda motivovala Japonce, aby se přestěhovávali na prefektury Karafuto a zalidňovali ji. Pro levné a podřadné práce byli do oblasti přesídlování Korejci. V okolí Ketonu byla budována silniční a železniční infrastruktura zaměřená především na dopravu surovin (dřevo, uhlí a celulóza) a zboží po celém Sachalinu. V roce 1943 byla v osadě zřízena železniční stanice, která byla do roku 1944 nejsevernější železniční stanicí v Japonsku.
Během druhé světové války v oblasti probíhaly tvrdé boje, během nichž byl mimo jiné zabit i kapitán Leonid Smirnych. Když po válce připadl celý Sachalin Sovětskému svazu, došlo k vystěhování japonského obyvatelstva z osady Keton, která byla v roce 1947 přejmenována na počest padlého hrdiny SSSR na Smirnych.
V roce 1966 získal Smirnych status sídla městského typu.
Od začátku 20. století bylo v osadě letiště japonského imperiálního vojska, které od roku 1945 sloužilo jako základna pro sovětský 528. stíhací letecký pluk, který plnil úkoly protivzdušné ochrany na Sachalinu. Dne 1. září 1983 právě z letiště ve Smirnychu startoval Mig-23, který sestřelil korejské letadlo. Sovětská základna byla v roce 1994 zrušena a od té doby je letiště nevyužívané.
V roce 1996 byl ve Smirnychu postaven japonskou vládou válečný kenotaf připomínající zemřelé ze sestřeleného korejského letadla.
V září 2021 byla v obci otevřena nová základní škola pro 910 žáků.

## Ekonomika a infrastruktura
Smirnych se nachází na hlavní trati úzkorozchodné železniční sítě na ostrově Sachalin vedoucí do Nogliki.
Obcí prochází regionální silnice 487 z Južno-Sachalinsku přes Poronajsk do Alexandrovska-Sachalinského. Smirnych je autobusovou dopravou propojen s Južno-Sachalinskem a Poronajskem.
V roce 2021 bylo bývalé vojenské letiště částečně přeměněno na civilní a vznikly pravidelné linky ze Smirnychu do Južno-Sachalinsku. Přepravuju zajišťuje společnost Aviašelf a jeden let pojme až 19 cestujících.
V obci je vězeňská kolonie PKU IK-2.

## Kultura
V obci se nachází Muzeum Južno-Sachalinské útočné operace.
Ve Smirnychu je pravoslavný kostel Představení Páně, kde jsou vystaveny relikvie pravoslavného světce Alexije (Mečeva) z Moskvy.

## Galerie

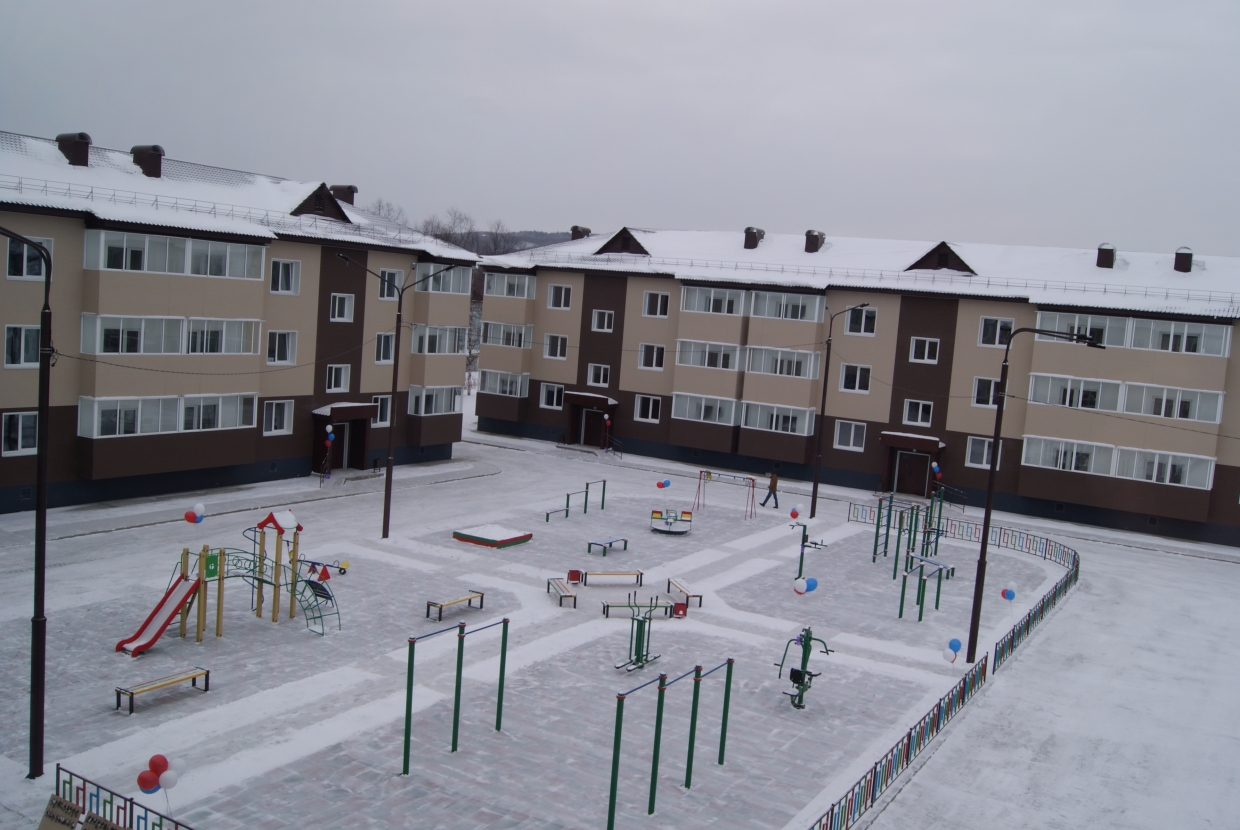
Bytové domy ve Smirnychu (2017)
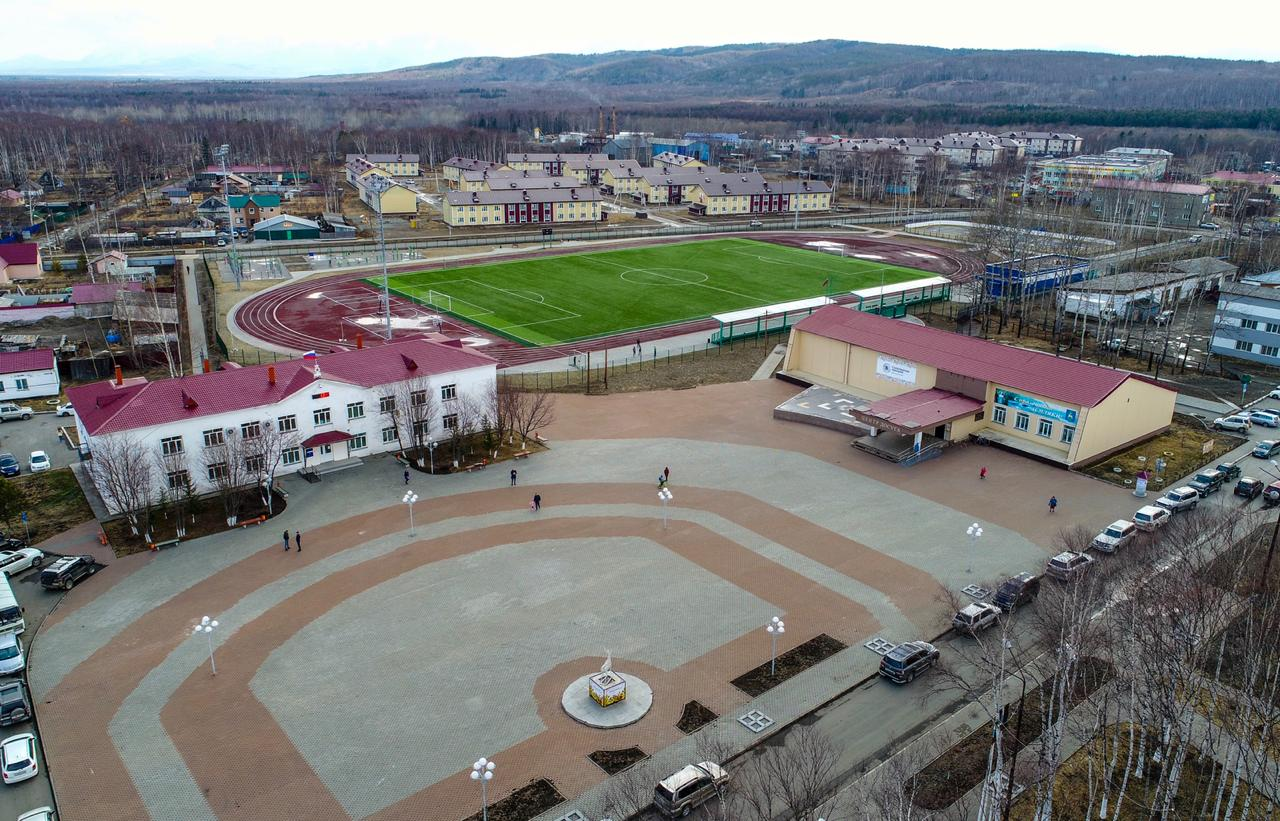
Centrum Smirnychu (2019)
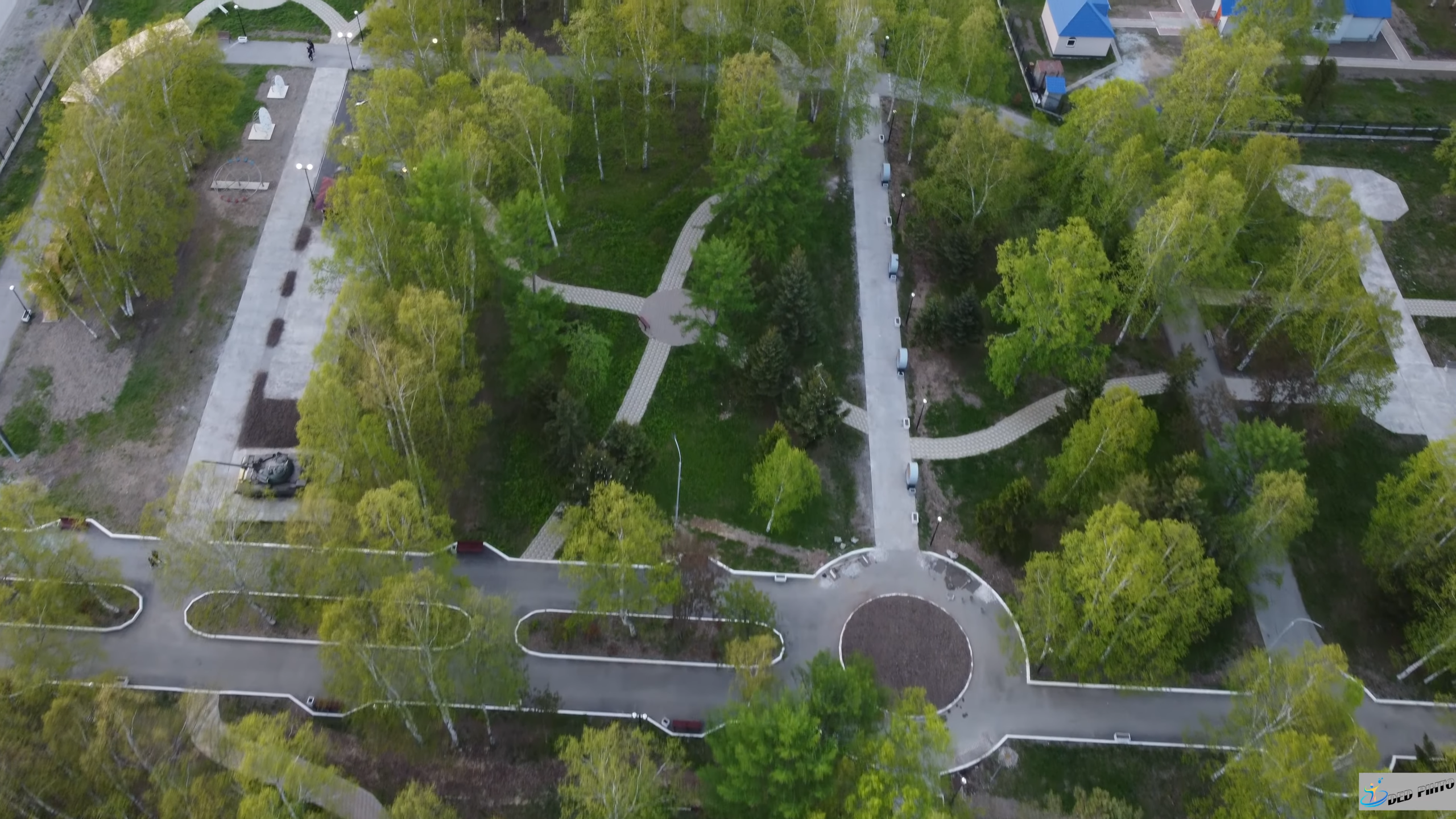
Park ve Smirnychu (2020)
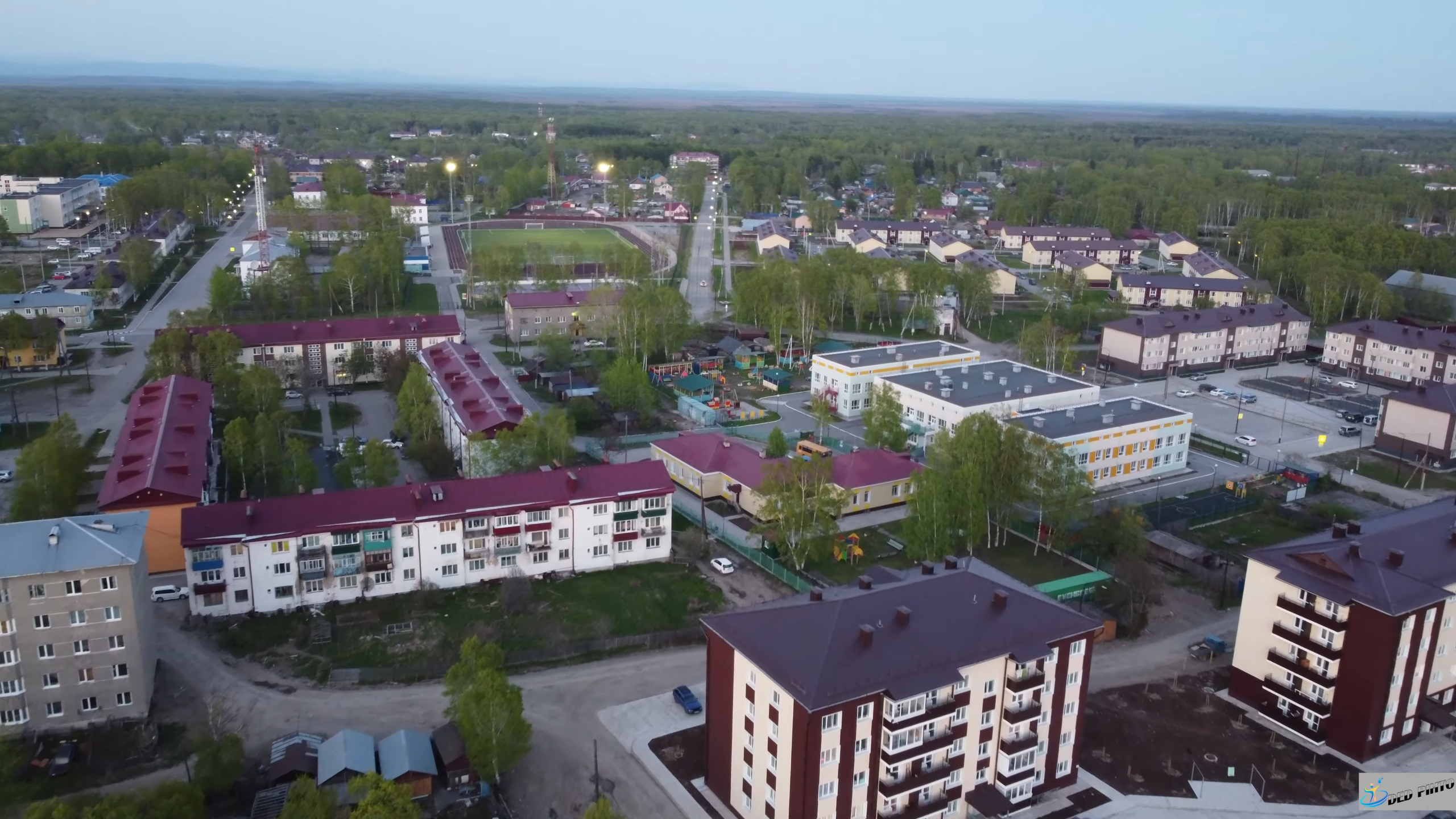
Smirnych (2020)
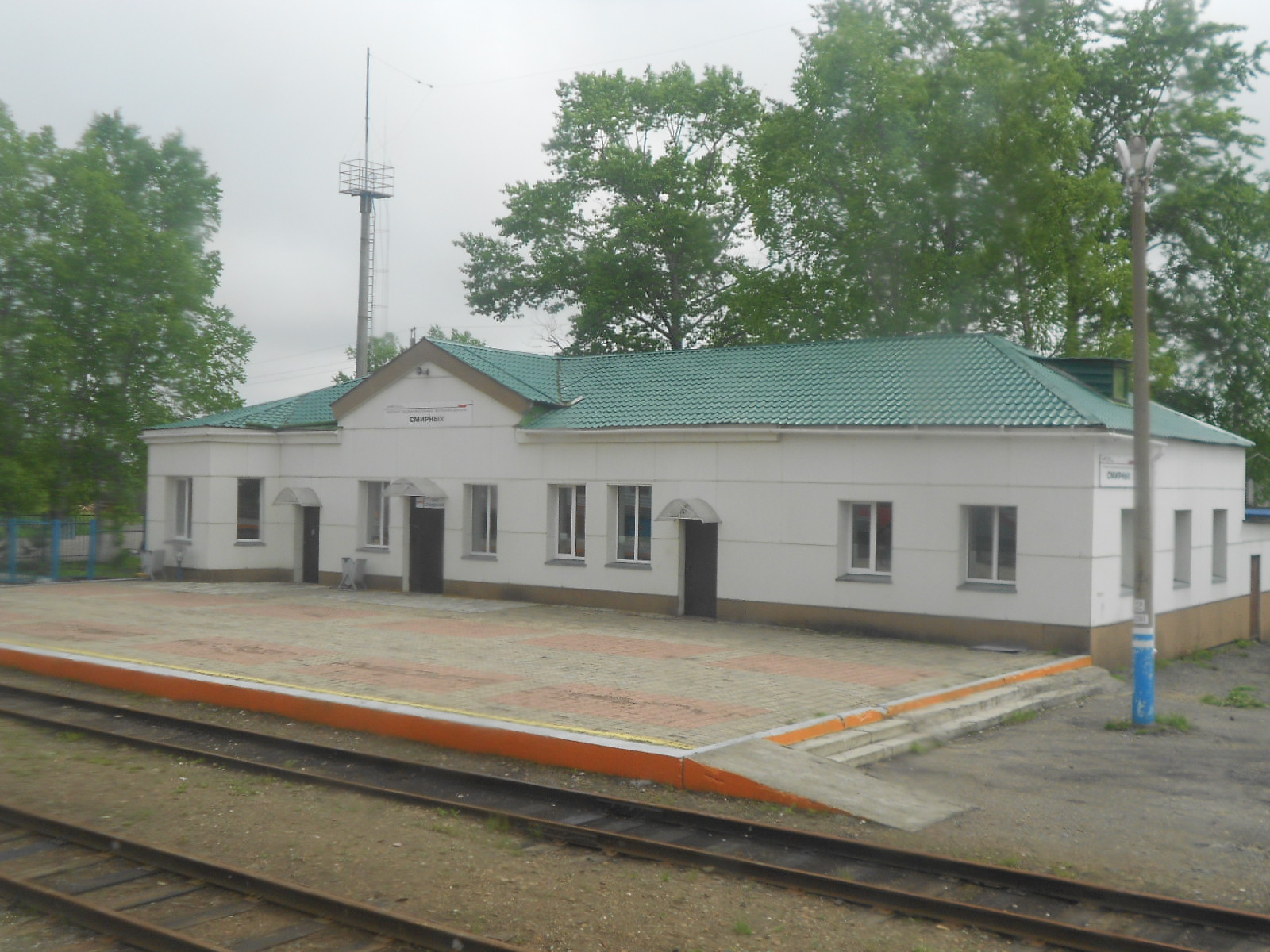
Smirnychovské nádraží (2016)